# Washington (Massachusetts)
Washington é uma vila localizada no condado de Berkshire no estado estadounidense de Massachusetts. No Censo de 2010, tinha uma população de 538 habitantes e uma densidade populacional de 5,35 pessoas por km².

## Geografia
Washington encontra-se localizado nas coordenadas 42° 22′ 11″ N, 73° 09′ 19″ O. Segundo o Departamento do Censo dos Estados Unidos, Washington tem uma superfície total de 100.49 km², da qual 98.38 km² correspondem a terra firme e (2.1%) 2.11 km² é água.

## Demografia
Segundo o censo de 2010, tinha 538 pessoas residindo em Washington. A densidade populacional era de 5,35 hab./km². Dos 538 habitantes, Washington estava composto pelo 99.07% brancos, o 0.19% eram afroamericanos, o 0% eram amerindios, o 0% eram asiáticos, o 0% eram insulares do Pacífico, o 0.56% eram de outras raças e o 0.19% pertenciam a duas ou mais raças. Do total da população o 1.86% eram hispanos ou latinos de qualquer raça.